# Дубишки
Дуби́шки — деревня в Мошенском районе Новгородской области, бывший административный центр Дубишкинского сельского поселения; ныне входит в Ореховское сельское поселение.

## География
Расположена на юге района недалеко от административной границы с Тверской областью. В 20 км к северу проходит участок автодороги Р8 Боровичи—Пестово.
Ближайшие населённые пункты: деревни Горницы, Олехово, Смолины, Березовик, Бельково, Плоское, Парыжиха, Жерновки, Ореховка, Нивки.

## Население
| 2010 |
| ---- |
| 64   |

## Инфраструктура
В деревне работают сельскохозяйственное предприятие «Дубишки» и фельдшерско-акушерский пункт.